# 42–46 Court Street (Haddington)

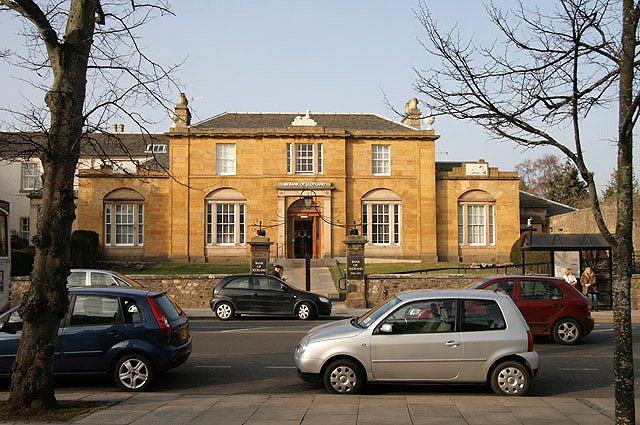
Das Gebäude im März 2011

Unter der Adresse 42–46 Court Street in der schottischen Stadt Haddington in der Council Area East Lothian befindet sich ein Geschäftsgebäude. 1971 wurde das Bauwerk in die schottischen Denkmallisten in der höchsten Kategorie A aufgenommen.

## Beschreibung
Das Gebäude liegt zurückversetzt von der Court Street, der Hauptstraße der Stadt, im Zentrum von Haddington unweit des Rathauses. Es wurde im Jahre 1803 nach einjähriger Bauzeit für den Bauherren Henry Davidson fertiggestellt. Möglicherweise war der schottische Architekt James Burn in die Gestaltung involviert. Heute wird es als Geschäftsgebäude von der Bank of Scotland genutzt.
Der Korpus des zweistöckigen klassizistischen Gebäudes ist drei Achsen weit und wird von kurzen, einstöckigen Pavillons flankiert. Das mittlere Segment mit dem Eingangsbereich tritt leicht hervor. Der Eingang ist als Rundbogenportal mit Kämpferfenster gearbeitet. Flankierende Pilaster tragen ein bekrönendes Gesims. Die flankierenden Fenster sind in Rundbogenöffnungen mit blindem Kämpfer eingelassen. Steinerne Fensterpfosten, die stilistische an die Pilaster im Eingangsbereich angepasst sind, gliedern sie, sodass Drillingsfenster entstehen. Das Gebäude schließt mit einem schiefergedeckten Walmdach. Das Dachgesims ist mit einer Sphinxskulptur sowie Urnen an den Gebäudekanten gestaltet. Nach Westen geht ein zweistöckiger Anbau ab, dessen Fassaden, ungleich dem Hauptgebäude, mit Harl verputzt sind.